# Francesco III Gonzaga
Francesco III Gonzaga (Mantova, 10 marzo 1533 – Mantova, 21 febbraio 1550) fu il II duca di Mantova e marchese del Monferrato dal 1540 fino alla sua morte.

## Biografia

### Infanzia e ascesa
Figlio di Federico II e di Margherita Paleologa, Francesco III aveva solo 7 anni quando morì il padre ma nonostante questo, il 5 luglio 1540, venne acclamato duca di Mantova. In attesa del compimento della maggiore età, il governo fu retto dalla madre e dagli zii Ercole e Ferrante, nominati suoi tutori.

### Duca di Mantova e trattative matrimoniali

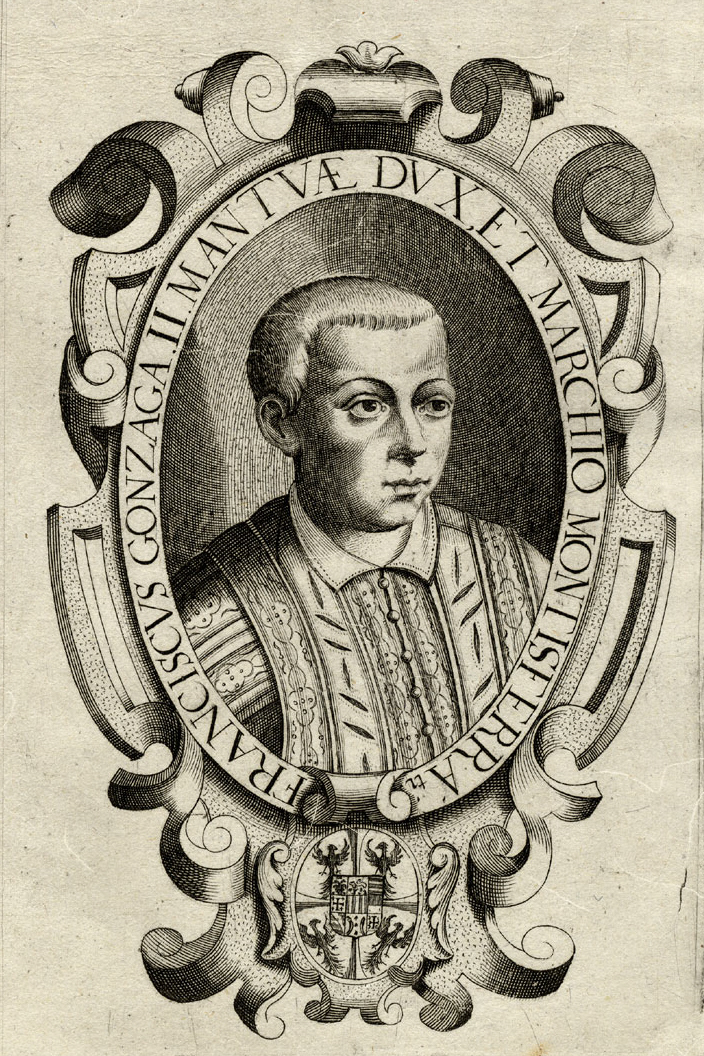
Francesco III Gonzaga in una stampa d'epoca

L'imperatore Carlo V, ospite a Castel Goffredo del marchese Aloisio Gonzaga, concesse l'investitura il 28 giugno 1543, incontrando il decenne Francesco e la madre nel castello di Medole, alla presenza di Ferrante Gonzaga, governatore di Milano, e del cardinale Ercole Gonzaga. Nella stessa occasione furono concordate le nozze del piccolo duca con la nipote dell'imperatore, Caterina d'Asburgo, figlia di Ferdinando.
Il cardinale Ercole e Francesco organizzarono una festa sontuosa in occasione della visita a Mantova di Massimiliano II d'Asburgo, fratello della futura sposa.

### Matrimonio e morte
Il Gonzaga andò ad accogliere Caterina a Trento e le nozze si svolsero il 22 ottobre 1549, dopo che Francesco aveva compiuto i 16 anni di età. La vita in comune dei due giovani sposi ebbe breve durata: un paio di mesi dopo l'arrivo a Mantova della consorte, il duca cadde nelle gelide acque del lago durante una battuta di caccia, ammalandosi di polmonite. Dopo un periodo durante il quale pareva essersi ripreso, il giovane duca subì una ricaduta (forse dovuta ai festeggiamenti di carnevale) e morì. Fu tumulato nella Basilica di Santa Barbara.
Caterina tornò in Austria e la successione ducale passò a Guglielmo, fratello minore di Francesco, ancora sotto la tutela della madre e degli zii Ercole e Ferrante.

## Ascendenza
|                             |                              |                                 | Genitori                         |  |  | Nonni |  |  | Bisnonni           |  |  | Trisnonni            |  |
|                             |                              |                                 |                                  |  |  |       |  |  | Federico I Gonzaga |  |  | Ludovico III Gonzaga |  |
|                             |                              |                                 |                                  |  |  |       |  |  | Federico I Gonzaga |  |  | Ludovico III Gonzaga |  |
|                             |                              | Barbara di Brandeburgo          |                                  |  |  |       |  |  | Federico I Gonzaga |  |  |                      |  |
| Francesco II Gonzaga        |                              |                                 |                                  |  |  |       |  |  | Federico I Gonzaga |  |  |                      |  |
|                             |                              | Margherita di Baviera           | Alberto III di Baviera           |  |  |       |  |  |                    |  |  |                      |  |
|                             |                              | Margherita di Baviera           | Alberto III di Baviera           |  |  |       |  |  |                    |  |  |                      |  |
|                             |                              | Margherita di Baviera           | Anna di Braunschweig-Grubenhagen |  |  |       |  |  |                    |  |  |                      |  |
| Federico II Gonzaga         |                              | Margherita di Baviera           |                                  |  |  |       |  |  |                    |  |  |                      |  |
|                             |                              | Ercole I d'Este                 | Niccolò III d'Este               |  |  |       |  |  |                    |  |  |                      |  |
|                             |                              | Ercole I d'Este                 | Niccolò III d'Este               |  |  |       |  |  |                    |  |  |                      |  |
|                             |                              | Ercole I d'Este                 | Ricciarda di Saluzzo             |  |  |       |  |  |                    |  |  |                      |  |
| Isabella d'Este             |                              | Ercole I d'Este                 |                                  |  |  |       |  |  |                    |  |  |                      |  |
|                             |                              | Eleonora d'Aragona              | Ferdinando I di Napoli           |  |  |       |  |  |                    |  |  |                      |  |
|                             |                              | Eleonora d'Aragona              | Ferdinando I di Napoli           |  |  |       |  |  |                    |  |  |                      |  |
|                             |                              | Eleonora d'Aragona              | Isabella di Chiaromonte          |  |  |       |  |  |                    |  |  |                      |  |
| Francesco III Gonzaga       |                              | Eleonora d'Aragona              |                                  |  |  |       |  |  |                    |  |  |                      |  |
|                             | Bonifacio III del Monferrato | Giovanni Giacomo del Monferrato |                                  |  |  |       |  |  |                    |  |  |                      |  |
|                             | Bonifacio III del Monferrato | Giovanni Giacomo del Monferrato |                                  |  |  |       |  |  |                    |  |  |                      |  |
|                             | Bonifacio III del Monferrato | Giovanna di Savoia              |                                  |  |  |       |  |  |                    |  |  |                      |  |
| Guglielmo IX del Monferrato | Bonifacio III del Monferrato |                                 |                                  |  |  |       |  |  |                    |  |  |                      |  |
|                             |                              | Maria Branković                 | Stefan III Branković             |  |  |       |  |  |                    |  |  |                      |  |
|                             |                              | Maria Branković                 | Stefan III Branković             |  |  |       |  |  |                    |  |  |                      |  |
|                             |                              | Maria Branković                 | Angelina Arianit Komneni         |  |  |       |  |  |                    |  |  |                      |  |
| Margherita Paleologa        |                              | Maria Branković                 |                                  |  |  |       |  |  |                    |  |  |                      |  |
|                             |                              | Renato d'Alençon                | Giovanni II d'Alençon            |  |  |       |  |  |                    |  |  |                      |  |
|                             |                              | Renato d'Alençon                | Giovanni II d'Alençon            |  |  |       |  |  |                    |  |  |                      |  |
|                             |                              | Renato d'Alençon                | Maria d'Armagnac                 |  |  |       |  |  |                    |  |  |                      |  |
| Anna d'Alençon              |                              | Renato d'Alençon                |                                  |  |  |       |  |  |                    |  |  |                      |  |
|                             |                              | Margherita di Lorena            | Federico II di Vaudémont         |  |  |       |  |  |                    |  |  |                      |  |
|                             |                              | Margherita di Lorena            | Federico II di Vaudémont         |  |  |       |  |  |                    |  |  |                      |  |
|                             |                              | Margherita di Lorena            | Iolanda d'Angiò                  |  |  |       |  |  |                    |  |  |                      |  |
|                             |                              | Margherita di Lorena            |                                  |  |  |       |  |  |                    |  |  |                      |  |

## Stemma
| Stemma | Blasonatura |
| ------ | --- |
|        | Francesco III Gonzaga Duca di Mantova D'argento, alla croce patente di rosso accantonata da quattro aquile di nero dal volo abbassato; sul tutto, inquartato: nel primo e nel quarto di rosso al leone dalla coda doppia d'argento, armato e lampassato d'oro, coronato e collarinato dello stesso; nel secondo e nel terzo fasciato d'oro e di nero. |